# Liste des cardinaux créés par Honorius IV
Le pape Honorius IV (1285-1287) a créé un cardinal.

## 22 décembre1285
- Giovanni Boccamazza, archevêque de Monreale.